# Ієронім Волович
Ієронім (також — Єронім, Геронім, Ярош) Волович гербу Богорія (нар. бл. 1573, Гродно — пом. між 1636 та 1643, Титувенай) — державний діяч, дипломат Великого князівства Литовського та Речі Посполитої, секретар королівський, писар великий литовський (1589—1618), підскарбій надвірний (1600—1605) і великий литовський (1605—1618), підканцлер литовський (1618—1619), генеральний староста жмудський (1619—1636).

## Життєпис
Народився близько 1573 року у Гродно. За одними даними, був сином Григорія Богдановича Воловича, Смоленського воєводи та Софії Сапеги. Ця версія підтверджується тим, що у своєму заповіті Остафій Богданович Волович, брат Григорія, називає у своєму заповіті Ієроніма своїм синовцем (племінником), хоча тут може матися на увазі й двоюрідне споріднення. За іншими даними, був сином двоюрідного брата Остафія Воловича, маршалка господарського та старости гродненського Івана Івановича Воловича та Маріанни Мелешко. Останнє підтверджує напис на портреті Ієроніма Воловича, який зберігається у костелі Найсвятійшої Діви Марії у м. Титувенай:
|  | "I. W. Hieronim Wołłowicz Podkanclerzy W. W. X-a Lit. Rodzony Brat Fundatora" |

Фундатором цього костелу є Андрій Іванович Волович хорунжий литовський і підстароста жмудський. Якщо останній є братом Ієроніма, то його братами також були підканцлер литовський і Віленський єпископ Явстах Волович і підскарбій надвірний литовський, староста гродненський Павел Волович; сестрами були Феліціана Софія та Раїна Анна.
Його батько був кальвіністом, а мати — православною, проте Ієронім, як і його брат Явстах, перейшов із кальвінізму на католицизм під час навчання в єзуїтському колегіумі. Потім Ярош навчався в Інґольштадтському, Альтдорфському (1578) та Падуанському університетах (1593).
Розпочав свою кар'єру при дворі як секретар королівський, з 23 квітня 1589 року був призначений писарем великим литовським. Протягом 1590—1608 років був підсудком гродненським. 1592 року, під час аудієнції з королем Сигізмундом III, писар великокняжої канцелярії Ярош Волович, виступаючи проти кандидатури нового віленського єпископа-поляка, послався на факт, що здавна цю посаду займав шляхтич з Білої Русі. Це вважається першою згадкою в історії про «Білу Русь», зробленою білорусом стосовно своєї етнічної території.
Ярош перебував разом із королем Сигізмундом III у Швеції. Разом із братом Явстахом 1598 року брали участь у спробі придушити місцеву опозицію на чолі з герцогом Сундерманландським Карлом. Після битви при Стонгебру вони обидва підписали 28 вересня перемир'я у Лінчепінгу.
У 1595 та 1599 роках Воловича обирали депутатом Головного Трибуналу. 1597 року він був призначений Могилівським війтом, проте здебільшого управляв містом за допомогою свого ландвойта Мацея Суходольського, обмежившись тільки отриманням прибутку за посаду. Як могилівський війт, Ярош Волович зіткнувся з двома серйозними прокозацькими виступами міщан у 1606—1608 та 1610 роках. Врешті-решт, виступи були придушені, а частина їхніх учасників покарана.
Принаймні з 1600 року Ієронім Волович згадується як поюрський (тепер м. Паюріс у Литві) тивун. На цій посаді він згадується у 1611 та 1615 роках, ймовірно займав її до 1619 року. У березні 1600 року був призначений на посаду підскарбія надвірного литовського. 28 лютого 1605 року був призначений підскарбієм великим литовським зі збереженням уряду писаря. Під час перебування на цій посаді, карбував монети Великого князівства Литовського зі своїм власним гербом "Богорія" (монограма "HW" та знак герба "ᛨ"): шеляги 1614—1618 років, гроші 1607—1615 років, та дукати 1616—1618 років.

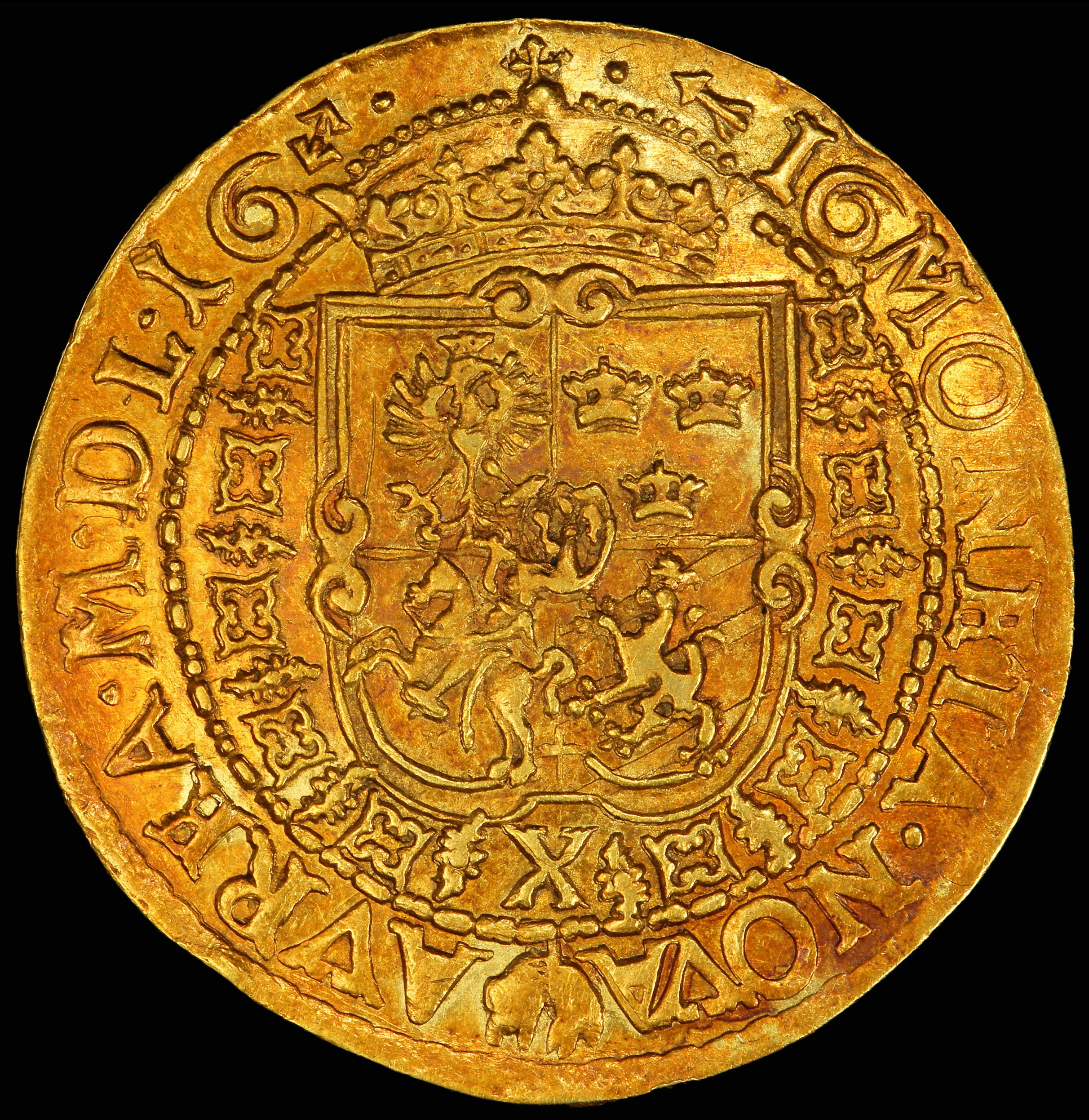
Значок "ᛨ" гербу Богорія зверху зліва над короною на монеті 10 дукатів 1616 року

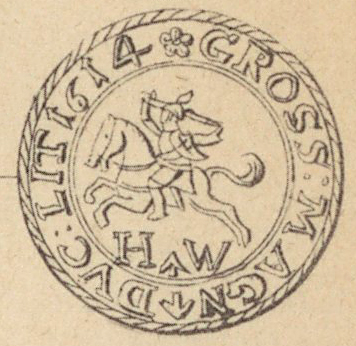
Грош 1614 року з зображенням внизу по центру значку "ᛨ" гербу Богорія та символів "HW" Hieronim Wołłowicz

Протягом 1604—1613 років підскарбій був призначений королем для розв'язання питання виплати жолду литовському війську, яке Волович досить успішно вирішив, зокрема, використавши для цього велику суму власних коштів. За власний кошт наймав загони жовнірів для участі у бойових діях в Інфлянтах протягом 1600—1609 років.

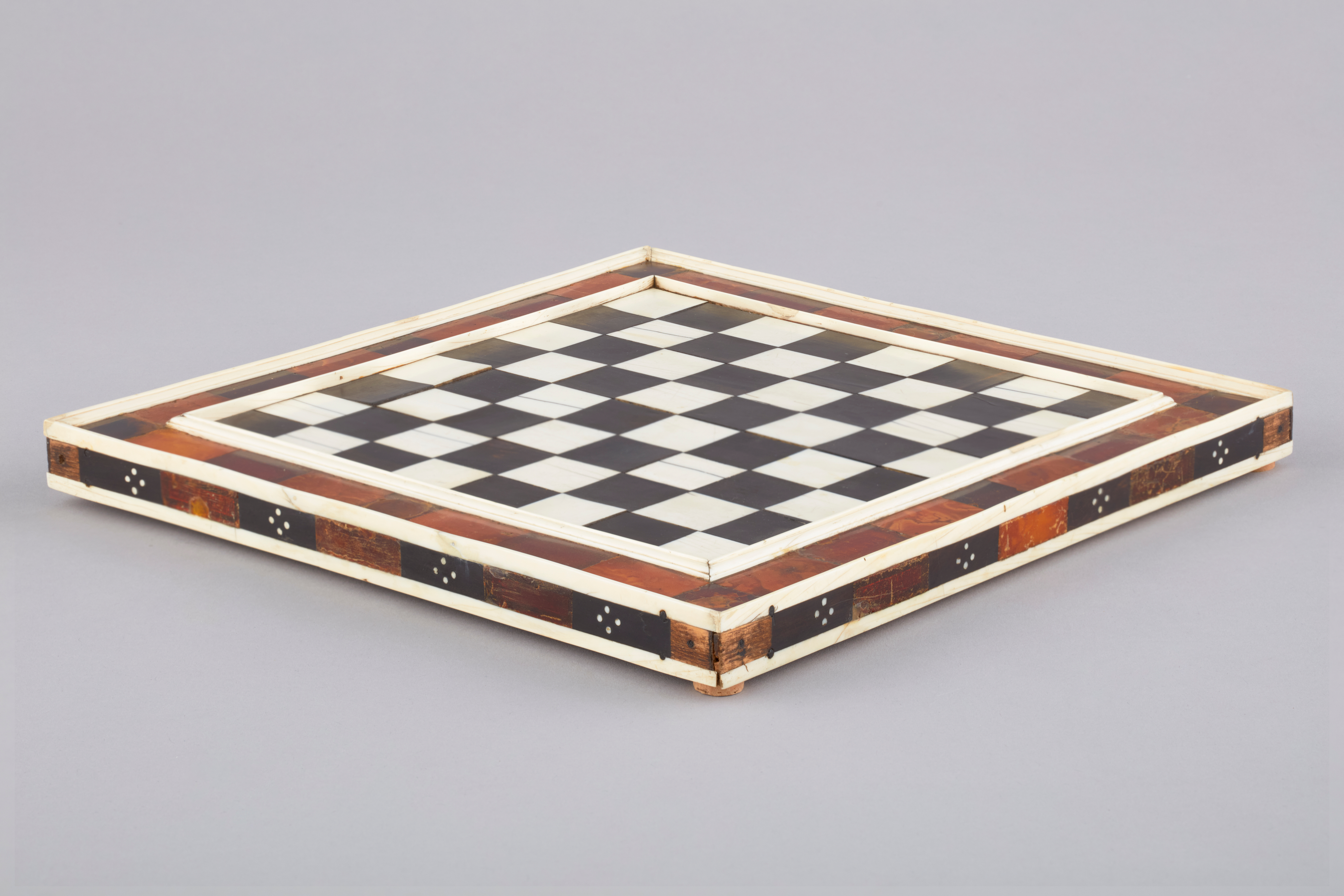
Шахівниця, подарована Ієронімом Воловичем королю Сигізмунду III 1608 року

У 1609—1615 роках був державцею рудницьким (тепер м. Руднінкай у Литві). 1610 року став упитським судовим старостою (державцею) та займав цю посаду до червня 1618 року.
Принаймні з 1616 року серйозно захворів, адже з того часу за згодою сейму Кшиштоф Нарушевич протягом 2 років виконував обов'язки надвірного підскарбія. Проте, 19 березня 1618 року Ієронім Волович отримав нову посаду підканцлера литовського. Брав участь у Війні зі Швецією (1617—1618), увійшов до делегації, яка уклала перемир'я на 2 роки.
1619 року Ієронім Волович обійняв Кобринське староство, у березні цього ж року став генеральним старостою жмудським (жемайтійським). Це була надзвичайно висока посада, яка відповідала рівню воєводи, а також дозволяла йому засідати в господарській раді, що керувала Великим князівством Литовським, і надавала сенаторську гідність. 1621 року став шедувським і паневежиським державцею. Під час війни зі Швецією (1621—1626) 1623 року очолив переговорну комісію, яка продовжила перемир'я до червня наступного року. 1628 року призначений комісаром від Сенату для виплати жолду війську Великого князівства Литовського.
Був електором Владислава IV від Жмудського князівства 1632 року.
Помер Ієронім Волович за різними даними 1636, 1641 чи 1643 року.

## Маєтності та фундації

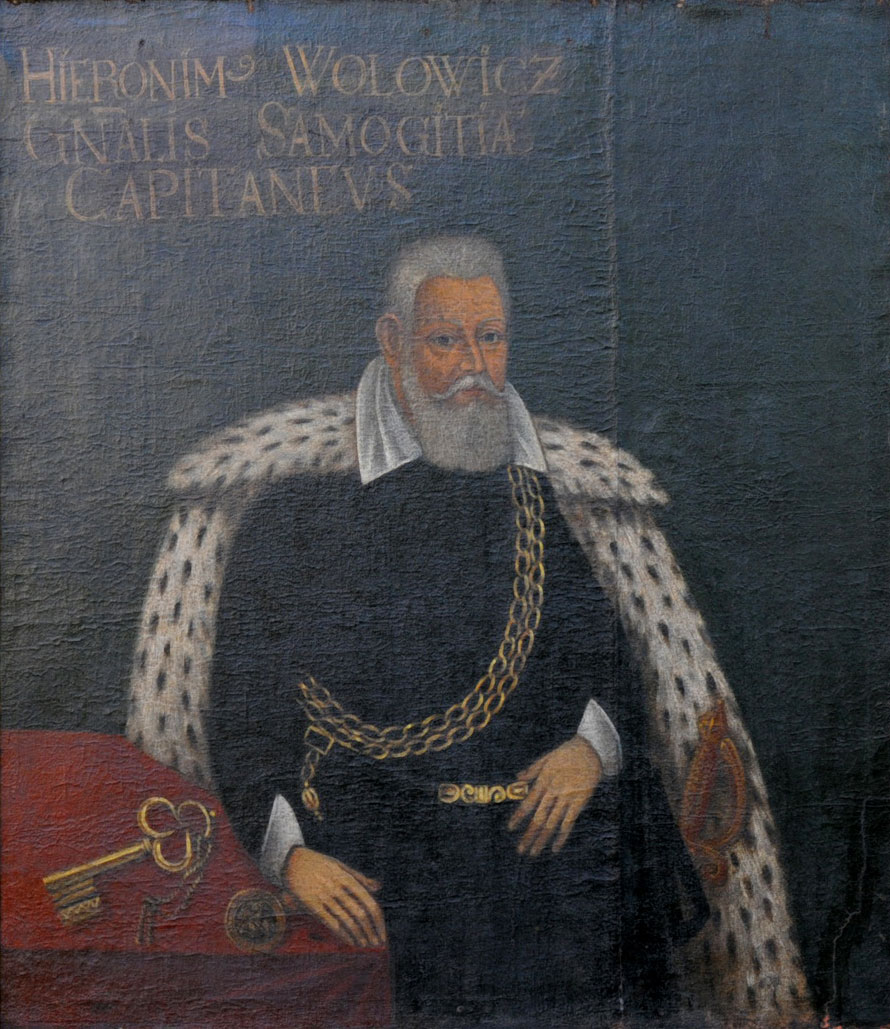
Портрет Ієроніма Воловича невідомого автора, XVII ст. Костел м. Кловайняй

За свою тривалу кар'єру на різних постах, Ієронім Волович зосередив у своїх руках чималі маєтності. Окрім частини Сідри з Залесем чи родової Балі (тепер — Зарічанка біля Гродна), він був теж співвласником Ліпська Мурованого. Крім спадкового майна, головним джерелом існування та багатства Воловича були надзвичайно вигідні королівські держави. Принаймні від 1596 року він був державцею лісових пущ Кринської, Одельської, Малявіцької і Кузьницької, на території яких проводив осадницьку діяльність. Завдяки його колонізаційній діяльності були засновані села, костели та парафії Залесе, Соколяни, Сокулка та Домбрувка-Кумяла (тепер Корицін у Підляському воєводстві). У фундаційному акті парафії в Кориціні вказано, що Волович заснував села Чарнисток, Бялисточек, Домбрувку (Корицін), Скіндзеж, Сакувку, Борувку та Тшцянку. Для них він фундував костел і парафію 1601 року. Подібне відбулося на терені парафії Соколяни, де він заклав чимало сіл і фундував костел 1618 року. Ієронім Волович був також ініціатором отримання Сокулкою 1609 року привілею магдебурзького права. Він був фундатором парафіяльного костелу в Залесі 1602 року. Записом у заповіті від 14 червня цього ж року надав цьому костелу фільварок із будівлями та села Залесе й Погорани, цю фундацію пізніше затвердив король. 1618 року Волович передав посаг цієї парафії на кляштор бернардинок у Гродні. Звідтоді вони отримували прибуток і мали утримувати пароха та костел.
Загалом, Ієронім Волович був фундатором 21 культового об'єкта, в тому числі 14 костелів і 1 монастиря, зокрема костелів у Шедуві, Рудниках. Наприкінці XVI століття він став одним із найбільших фундаторів костелу Віднайдення Святого Хреста та монастиря бернардинів у Гродно, подарувавши 2200 злотих, на рівні з королем, який подарував 3200 злотих і Левом Сапігою, який пожертвував 1050 злотих. 1612 року звернувся до папи Павла V з проханням заснувати у Віленському університеті юридичний і медичний факультети. Виконуючи обітницю брата Андрія, протягом 1618—1636 років опікувався розбудовою Титувенайського бернардинського монастиря та костелу найсвятішої Діви Марії. Волович передав монастирю великі земельні ділянки в Титувенай (близько 340 га), надав пожертви грошима та зерном та іншу підтримку побудові монастиря. Він також посприяв забезпеченню місцевої бібліотеки книгами. 1634 року віддав окремий будинок для засідань сеймиків у м. Расейняй. Збудував міст через річку Німан у Гродні. За його сприяння у 1610-х роках побудована будівля архіву судів Упитського повіту
На початку XVII століття Волович придбав будинок «Кам'яницю Піґульчинську» — майбутній Палац Паців у Вільні. Він проживав у Вільні, зокрема, коли був комісаром з виплати жолду литовському війську. 1628 року продав цей будинок Стефану Пацу.

## Сім'я
1613 року одружився з Ельжбетою Ґославською, вдовою підскарбія надвірного литовського Мацея Войни. З нею мали двох дітей — сина Станіслава, який помер у дитинстві, та доньку Теклю Анну — першу дружину маршалка великого литовського, воєводи полоцького та берестейського, князя Александра Людвіка Радзивілла. Волович мав цілковиту довіру до свого зятя, адже 9 лютого 1630 року відступив йому держави Шедуву та Паневежис, а також війтівство Делгани.